# Informatikai biztonság
Az informatikai biztonság az informatikai rendszer olyan – az érintett számára kielégítő mértékű – állapota, amelyben annak védelme az informatikai rendszerben kezelt adatok bizalmassága, sértetlensége és rendelkezésre állása, valamint a rendszer elemeinek sértetlensége és rendelkezésre állása szempontjából zárt, teljes körű, folytonos és a kockázatokkal arányos.

## Jellemzők
- bizalmasság: az adat tulajdonsága, amely arra vonatkozik, hogy az adatot csak az arra jogosultak és csak a jogosultságuk szerint ismerhetik meg, használhatják fel, illetve rendelkezhetnek a felhasználásáról
- sértetlenség: az adat tulajdonsága, amely arra vonatkozik, hogy az adat tartalma és tulajdonságai az elvárttal megegyeznek, ideértve a bizonyosságot abban, hogy az elvárt forrásból származik (hitelesség) és a származás megtörténtének bizonyosságát (letagadhatatlanság) is, illetve a rendszerelem tulajdonsága, amely arra vonatkozik, hogy a rendszerelem rendeltetésének megfelelően használható
- rendelkezésre állás: az adat, illetve az informatikai rendszer elemeinek tulajdonsága, amely arra vonatkozik, hogy az arra jogosultak által a szükséges időben és időtartamra használható
- zárt védelem: olyan védelem, amely az összes releváns fenyegetést figyelembe veszi
- teljes körű: a védelmi intézkedések a rendszer összes elemére kiterjednek
- folytonosság: a védelem az időben változó körülmények és viszonyok ellenére is folyamatosan megvalósul
- kockázatokkal arányosság: egy kellően nagy intervallumban a védelem költségei arányosak a potenciális kárértékkel

## Védelmi rendszer
Az informatikai biztonságot csak egy előre megtervezett, majd a terv alapján felépített védelmi rendszer garantálhatja, mely teljes körű, zárt és a kockázatokkal arányos. A védelmi rendszer életciklusa a döntéssel kezdődik, mellyel elhatározzák létrehozását, és a kivonással fejeződik be, mely során a rendszert lecserélik, illetve leállítják.
A teljes életciklus:

## Fenyegetettségek
Az informatikai biztonság vizsgálata során a védendő rendszerek különböző szintjeit különböztetik meg, ezek mind más és más védelmi intézkedéseket, megvalósításokat igényelnek. Az ezeket ért támadások során sérülhet az adatok bizalmassága, sértetlensége, illetve rendelkezésre állása.
Adat
A rendszer legbelső része az adat. Az adatok elleni támadás egyik fajtája a vírustámadás, vagy az illetéktelen szoftvertelepítés, ilyenkor az adatok törlődhetnek, bizalmasságuk elveszhet, illetve a rendelkezésre állóság hiányt szenved.
Másik fontos fenyegetettség az adatokat hordozó adattárolók elleni támadás, pl. az illetéktelen hozzáférés, másolás.
1. szint: Alkalmazói szoftver
Az adatokhoz hozzáférést biztosító felhasználói szoftver. Fenyegetettség a szoftver szakszerűtlen tervezése, illetve a szakszerűtlen üzemeltetés és karbantartás is. Fontos a szoftvert tartalmazó adattárolók védelme is, hiszen itt is fennállhat az illetéktelen hozzáférés, másolás veszélye, illetve a szoftver dokumentációját is védeni kell.
2. szint: Rendszerszoftver
A rendszert üzemeltető szoftver, hozzáférés esetén rendszerszintű jogosultságokkal gyakorlatilag korlátozás nélkül módosítható az informatikai rendszer (illetéktelen használat). Fenyegetettség a szakszerűtlen üzemeltetés vagy karbantartás, illetve egy állandó beszerzési politika hiánya is. Természetesen a rendszerszoftvernél is védendő a hordozó adattározó, illetve dokumentáció.
3. szint: Hardver és hálózat
A hardver és hálózat ellen irányuló fenyegetettségek közé tartozik az illetéktelen rácsatlakozás, a szakszerűtlen üzemeltetés vagy használat.
4. szint
A 4. szinthez tartozik egyrészt maga az épület (szerverszoba stb.), melyet fenyegethet fizikai behatolás, természeti- vagy ipari katasztrófa. A villámvédelmet fenyegető hatás lehet a villámcsapás. A légkondicionálást főleg a túlmelegedés veszélyezteti, míg a tűz- és vagyonvédelmet a tűz, illetve az illetéktelen személyek behatolása. Az áramellátás fő fenyegetettsége az üzemzavar.
5. szint
A kívül elhelyezkedő szint az emberek szintje, ide értendő minden, a rendszerben dolgozó (belső), illetve nem a rendszerben dolgozó (külső) személy. A fő fenyegetettségek a szakképzetlenség, a megvesztegetés, a bosszúállás, a szabályozás hiánya stb.